# Marasmarcha rubriacuta
Marasmarcha rubriacuta is een vlinder uit de familie van de vedermotten (Pterophoridae). De wetenschappelijke naam van de soort is, als Platyptilia rubriacuta, voor het eerst geldig gepubliceerd in 2009 door Cees Gielis. De combinatie in Marasmarcha werd in 2014 gemaakt door Kovtunovich, Ustjuzhanin & Murphy.
De soort komt voor in het Afrotropisch gebied.

## Type
- holotype: "male. 24.XII.1931. leg. J. Romieux. MHNG ENTO 00005545"
- instituut: MHNG, Geneve, Zwitserland
- typelocatie: "DRC, Ht Katanga, Sakania"